# Mis boleros favoritos
| Críticas profissionais | Críticas profissionais |
| Avaliações da crítica  | Avaliações da crítica  |
| Fonte                  | Avaliação              |
| ---------------------- | ---------------------- |
| Allmusic               | [ 1 ]                  |

Mis Boleros Favoritos é uma coletânea do cantor mexicano Luis Miguel, lançada em 2002. O álbum reúne as principais faixas dos quatro álbuns da série Romance (Romance, Segundo Romance, Romances e Mis Romances) e contêm uma inédita chamada "Hasta Que Vuelvas".

## Faixas
| Mis Boleros Favoritos — Edição standard |                         |                                 |                 |         |  |
| N.º                                     | Título                  | Compositor(es)                  | Álbum original  | Duração |  |
| 1.                                      | "No Me Platiques Más"   | Vicente Garrido                 | Romance         | 3:32    |  |
| 2.                                      | "La Barca"              | Roberto Cantoral                | Romance         | 3:28    |  |
| 3.                                      | "La Gloria Eres Tú"     | José Antonio Méndez             | Romances        | 3:22    |  |
| 4.                                      | "No Sé Tú"              | Armando Manzanero               | Romance         | 3:49    |  |
| 5.                                      | "Historia de Un Amor"   | Carlos Eleta Almarán            | Segundo Romance | 3:53    |  |
| 6.                                      | "Somos Novios"          | Manzanero                       | Segundo Romance | 3:10    |  |
| 7.                                      | "Solamente Una Vez"     | Agustín Lara                    | Segundo Romance | 3:00    |  |
| 8.                                      | "El Día Que Me Quieras" | Carlos Gardel Alfredo Le Pera   | Segundo Romance | 4:00    |  |
| 9.                                      | "El Reloj"              | Cantoral                        | Romances        | 3:03    |  |
| 10.                                     | "Por Debajo de la Mesa" | Manzanero                       | Romances        | 3:05    |  |
| 11.                                     | "Encadenados"           | Carlos Arturo Briz              | Romances        | 3:59    |  |
| 12.                                     | "Sabor a Mí"            | Álvaro Carrillo                 | Romances        | 3:06    |  |
| 13.                                     | "Perfidia"              | Alberto Dominguez               | Mis Romances    | 3:22    |  |
| 14.                                     | "Hasta Que Vuelvas"     | Felipe Garza Mário Arturo Ramos |                 | 3:33    |  |
| Duração total:                          | Duração total:          | Duração total:                  | Duração total:  | 47:47   |  |

| Mis Boleros Favoritos — Edição especial (DVD) |                           |                  |         |  |
| N.º                                           | Título                    | Diretor(es)      | Duração |  |
| 1.                                            | "No Sé Tú"                | Pedro Torres     | 3:49    |  |
| 2.                                            | "Contigo en la Distancia" | Torres           | 3:24    |  |
| 3.                                            | "Delirio"                 | Kiko Guerrero    | 4:43    |  |
| 4.                                            | "La Media Vuelta"         | Torres           | 4:28    |  |
| 5.                                            | "El Día Que Me Quieras"   | Guerrero         | 4:00    |  |
| 6.                                            | "Por Debajo de la Mesa"   | Daniela Federici | 3:12    |  |
| 7.                                            | "Amor, Amor, Amor"        | Rebecca Blake    | 3:39    |  |
| Duração total:                                | Duração total:            | Duração total:   | 25:51   |  |

## Singles
| #  | Título              | EUA | LATIN POP | LATIN TROP |
| -- | ------------------- | --- | --------- | ---------- |
| 1. | "Hasta Que Vuelvas" | #16 | #7        | #21        |

## Prêmios e indicações
Em 2003, a canção "Hasta Que Vuelvas" recebeu uma indicação ao Latin Grammy Awards na categoria "Canção do Ano".

## Charts
| Chart (2002)               | Posição |
| -------------------------- | ------- |
| Billboard 200              | 125     |
| Billboard Latin Pop Albums | 3       |
| Billboard Top Latin Albums | 3       |

## Vendas e certificações
| Região | Certificação | Vendas/distribuição |
| --- | ------------ | ------------------- |
| Espanha (PROMUSICAE) | 2x Platina   | 200.000^            |
| EUA (RIAA) | Ouro         | 200.000^            |
| *vendas baseadas apenas na certificação ^distribuições baseadas apenas na certificação xdistribuições não-especificadas baseadas apenas na certificação |              |                     |

| Região | Certificação | Vendas/distribuição |
| --- | ------------ | ------------------- |
| Argentina (CAPIF) | Platina      | 8.000x              |
| *vendas baseadas apenas na certificação ^distribuições baseadas apenas na certificação xdistribuições não-especificadas baseadas apenas na certificação |              |                     |